# 5833 Peterson
5833 Peterson è un asteroide della fascia principale del diametro medio di circa 32 km. Scoperto nel 1991, presenta un'orbita caratterizzata da un semiasse maggiore pari a 3,4945388 au e da un'eccentricità di 0,0322204, inclinata di 19,37786° rispetto all'eclittica.
L'asteroide è dedicato allo statunitense Colin A. Peterson, collaboratore del progetto Near Earth Asteroid Rendezvous.